# Jackson (Michigan)
Jackson település az Amerikai Egyesült Államok Michigan államában, Jackson megyében, melynek megyeszékhelye is. Lakosainak száma 31 309 fő (2020. április 1.).

## Népesség
A település népességének változása:

| 2010 | 33 534 |
| 2020 | 31 309 |